# Djigouéra (Djigouéra)
Pour les articles homonymes, voir Djigouéra.
Ne doit pas être confondu avec Djigouéra (Kourouma).
Djigouéra est une petite ville et le chef-lieu du département de Djigouéra dans la province du Kénédougou de la région des Hauts-Bassins au Burkina Faso.

## Géographie
Djigouéra est située à environ 65 km à l'ouest de Bobo-Dioulasso.

## Santé et éducation
Djigouéra accueille un centre de santé et de promotion sociale (CSPS) tandis que le centre médical avec antenne chirurgicale (CMA) se trouve à Orodara et que le centre hospitalier régional (CHR) est le CHU Souro-Sanon de Bobo-Dioulasso.
Le village possède deux écoles primaires publiques (au bourg et à Badala).